# 박주희 (뮤지컬 배우)
박주희는 대한민국의 가수, 뮤지컬 배우다. 2021년 싱글 《사랑이 식었을 때》로 데뷔했다.

## 방송
- 보이스 코리아 2020 (2020) - Top32

## 음반
- 사랑이 식었을 때 (2021)